# Bucky Buckwalter
Morris Buckwalter, detto Bucky (22 novembre 1933), è un ex cestista, allenatore di pallacanestro e dirigente sportivo statunitense, professionista nella NBA e nella ABA.

## Palmarès

### Dirigente
- NBA Executive of the Year (1991)